# Volkswagen Passat B8
El Volkswagen Passat (B8) es un automóvil de turismo del segmento D fabricado por Volkswagen que está disponible en carrocerías sedán 4 puertas y familiar 5 puertas que se comercializa como "Variant" en algunos mercados. Se presentó por primera vez en el Centro de Diseño Volkswagen en Potsdam el 3 de julio de 2014. El B8 es el modelo de octava generación de la serie del Volkswagen Passat y el primer vehículo de pasajeros del Grupo Volkswagen en estar basado en la versión extendida de la plataforma MQB.
El B8 es ensamblado en las plantas de producción de Volkswagen en Embden y Zwickau en Alemania. Las ventas de los modelos para el mercado doméstico europeo comenzaron en noviembre de 2014.
El GTE, una versión híbrida enchufable, se presentó en el Salón del Automóvil de París de 2014 para su venta durante la segunda mitad de 2015 en Europa.
Con esta generación el Passat ganó el premio europeo al Coche del Año en Europa en 2015.
Para el modelo 2020 (a partir de junio de 2019) Volkswagen ofreció el Passat B8 con un rediseño. Además de modificaciones ópticas de la carrocería, hay nuevas opciones de equipamiento y cambios de nombre en las variantes de equipamiento.

## Galería de imágenes
|                          |
| VW Passat Variant R line |

|                                 |
| VW Passat Variant vista trasera |

## Motorizaciones
| Periodo                        | 2014-2018                                                 | 2014-2018                                                 | 2019-2023                                                 | 2015-2019                                                 | 2015-2019                                     | 2015-2023                                     | 2019-2023                                     |
| Identificación del motor       | CZCA                                                      | CZDA, CZEA                                                | DADA                                                      | CJSA                                                      | CHHB                                          | CJXA                                          | DKZA                                          |
| Tipo de motor                  | L4 16v, inyección directa, turbo, intercooler             | L4 16v, inyección directa, turbo, intercooler             | L4 16v, inyección directa, turbo, intercooler             | L4 16v, inyección directa, turbo, intercooler             | L4 16v, inyección directa, turbo, intercooler | L4 16v, inyección directa, turbo, intercooler | L4 16v, inyección directa, turbo, intercooler |
| Diámetro x carrera             | 74.5 mm × 80.0 mm                                         | 74.5 mm × 80.0 mm                                         | 74,5 mm × 85,9 mm                                         | 82.5 mm × 84.2 mm                                         | 82.5 mm × 92.8 mm                             | 82.5 mm × 92.8 mm                             | 82.5 mm × 92.8 mm                             |
| Cilindrada                     | 1395 cm³                                                  | 1395 cm³                                                  | 1498 cm³                                                  | 1798 cm³                                                  | 1984 cm³                                      | 1984 cm³                                      | 1984 cm³                                      |
| Relación de compresión         | 10.5: 1                                                   | 10.5: 1                                                   | 10.5:1                                                    | 9.6: 1                                                    | 9.6: 1                                        | 9.3: 1                                        | 11.7:1                                        |
| Potencia máxima: CV (kW) @ rpm | 125 CV (92 kW) @ 5000-6000                                | 150 CV (110 kW) @ 5000-6000                               | 150 CV (110 kW) @ 5000-6000                               | 180 CV (132 kW) @ 5100-6200                               | 220 CV (162 kW) @ 4500-6200                   | 280 CV (206 kW) @ 5600-6500                   | 190 CV (140 kW) @ 4180-6000                   |
| Par máximo: Nm @ rpm           | 200 Nm @ 1400-4000                                        | 250 Nm @ 1500-3000                                        | 250 Nm @ 1500–3500                                        | 250 Nm @ 1250-5000                                        | 350 Nm @ 1500-4400                            | 350 Nm @ 1700-5600                            | 320 Nm @ 1500-4100                            |
| Tracción                       | Delantera                                                 | Delantera / Total (4Motion)                               | Delantera                                                 | Delantera                                                 | Delantera                                     | Total (4Motion)                               | Delantera                                     |
| Transmisión                    | Manual, 6 velocidades / Automática, 7 velocidades (DQ200) | Manual, 6 velocidades / Automática, 7 velocidades (DQ200) | Manual, 6 velocidades / Automática, 7 velocidades (DQ200) | Manual, 6 velocidades / Automática, 7 velocidades (DQ200) | Automática, 6 velocidades (DQ250)             | Automática, 6 velocidades (DQ250)             | Automática, 7 velocidades (DQ381)             |
| Peso                           | 1367-1429 kg                                              | 1387-1429 kg                                              | 1420-1465 kg                                              | 1480-1505 kg                                              | 1505-1550 kg                                  | 1615-1674 kg                                  | 1530-1570 kg                                  |
| Aceleración (0-100 Km/h)       | 9.7 s                                                     | 8.4 s                                                     | 8.6 s                                                     | 7.9 s                                                     | 6.7 s                                         | 5.5 s                                         | 7.5 s                                         |
| Velocidad máxima               | 208 Km/h                                                  | 220 Km/h                                                  | 215 Km/h                                                  | 232 Km/h                                                  | 246 Km/h                                      | 250 Km/h                                      | 238 Km/h                                      |
| Consumo combinado (L/100 Km/h) | 4.4-4.5                                                   | 4.9-5.0                                                   | 5.1-5.4                                                   | 5.7                                                       | 6.2                                           | 7.1                                           | 6.4                                           |

| Periodo                        | 2014-presente                                              | 2014-presente | 2014-presente | 2014-presente                                   |         |
| Identificación del motor       | DCXA                                                       | CRLB | DDAA | CUAA                                            |         |
| Tipo de motor                  | L4 16v, inyección directa, common-rail, turbo, intercooler | L4 16v, inyección directa, common-rail, turbo, intercooler                                                                    | L4 16v, inyección directa, common-rail, turbo, intercooler                                                                    | L4 16v, inyección directa, biturbo, intercooler |         |
| Diámetro x carrera             | 79.5 mm × 80.5 mm                                          | 81.0 mm × 95.5 mm | 81.0 mm × 95.5 mm | 81.0 mm × 95.5 mm                               |         |
| Cilindrada                     | 1598 cm³                                                   | 1968 cm³ | 1968 cm³ | 1968 cm³                                        |         |
| Relación de compresión         | 16.5: 1                                                    | 16.5: 1 | 16.5: 1 | 16.5: 1                                         | 16.5: 1 |
| Potencia máxima: CV (kW) @ rpm | 120 CV (88 kW) @ 3600-4000                                 | 150 CV (110 kW) @ 3500-4000                                                                                                   | 190 CV (140 kW) @ 3500-4000                                                                                                   | 240 CV (176 kW) @ 4000                          |         |
| Par máximo: Nm @ rpm           | 250 Nm @ 1500-3250                                         | 340 Nm @ 1750-3000 | 400 Nm @ 1750-3000 | 500 Nm @ 1750-2500                              |         |
| Tracción                       | Delantera                                                  | Delantera / Total (4Motion)                                                                                                   | Delantera / Total (4Motion)                                                                                                   | Total (4Motion)                                 |         |
| Transmisión                    | Manual, 6 velocidades / Automática, 7 velocidades (DQ200)  | Manual, 6 velocidades / Automática, 6 velocidades (DQ250) (hasta 10/2017) / Automática, 7 velocidades (DQ381) (desde 10/2017) | Manual, 6 velocidades / Automática, 6 velocidades (DQ250) (hasta 10/2017) / Automática, 7 velocidades (DQ381) (desde 10/2017) | Automática, 7 velocidades (DQ500)               |         |
| Peso                           | 1444 kg                                                    | 1475-1598 kg | 1549-1614 kg | 1721 kg                                         |         |
| Aceleración 0–100 km/h         | 10.8 s                                                     | 8.7 s | 7.5-7.9 s | 6.1 s                                           |         |
| Velocidad máxima               | 206 Km/h                                                   | 215-220 Km/h | 230-235 Km/h | 240 Km/h                                        |         |
| Consumo combinado (L/100 Km/h) | 4.0-4.2                                                    | 4.0-4.5 | 4.1-4.9 | 5.3                                             |         |